# باري سميث (كاتب)
باري سميث (بالإنجليزية: Barry Smith)‏ هو كاتب نيوزلندي، ولد في 10 مايو 1933 في نيوزيلندا، وتوفي في 27 يونيو 2002.